# Michel Mayor
Michel Gustave Édouard Mayor (Echallens, 12 januari 1942) is Zwitsers professor aan de Astronomische Faculteit van de Universiteit van Genève. Hij is verantwoordelijk voor de ontdekking van de eerste extrasolaire planeet in het sterrenbeeld Pegasus.
Met de hulp van zijn medewerker Didier Queloz kon hij, gebruikmakend van een spectrograaf met hoog oplossend vermogen, in 1995 het bestaan aantonen van een om de ster Pegasus 51 roterende, jupiterachtige planeet.
Het bestaan van 51 Pegasi B, zoals de Joviaanse planeet sindsdien genoemd wordt, werd op 12 oktober 1995 door de Amerikaanse wetenschappers Marcy en Butler bevestigd en geldt als mijlpaal in de geschiedenis van de astronomie. Mayor en Queloz kregen hiervoor samen de Nobelprijs voor Natuurkunde 2019 die ze moesten delen met James Peebles 'voor bijgedragen aan ons begrip van de evolutie van het heelal en de plek van de aarde in de kosmos'.

## Biografie
Na zijn natuurkundestudie aan de Universiteit van Lausanne promoveerde Mayor in 1971 aan het observatorium van Genève op het vakgebied van de astronomie. Sindsdien bleef hij ononderbroken verbonden aan het Geneefse observatorium, ook gedurende zijn verschillende onderzoeken aan buitenlandse observatoria, zoals het observatorium van het Engelse Cambridge, de Europese Zuidelijke Sterrenwacht (ESO) in Chili en het Mauna Kea-observatorium op Hawaï.
In 2005 stonden al meer dan 300 wetenschappelijke publicaties op zijn naam.
Van 1989 tot 1992 was hij voorzitter van ESO's wetenschappelijke raad van toezicht; van 1988 tot 1991 leidde hij de Commissie voor Galactische Structuur bij de Internationale Astronomische Vereniging en van 1990 tot 1993 zwaaide hij de scepter over het Zwitserse Genootschap voor Astrofysica en Astronomie.
Sinds de ontdekking van Pegasus 51b stond Michel Mayor met zijn onderzoeksteam aan de wieg van de ontdekking van nog veel meer exoplaneten. 
In 2003 werd daartoe bovendien nog zijn nieuwste planeten-zoekinstrument, de zogenaamde High Accuracy Radial Velocity Planet Searcher (HARPS) in gebruik genomen. HARPS is een uiterst nauwkeurige echelle-spectrograaf. Het instrument werd in 2002 geïnstalleerd en ontving zijn eerste licht in februari 2003 van ESO's 3,6 meter telescoop in het La Silla Observatorium in Chili.

## Onderscheidingen
In augustus 1998 ontving hij de Zwitserse Marcel Benoist Prijs "als erkenning voor zijn onderzoeksprestaties en hun betekenis voor het menselijk leven". In 2000 werd hij onderscheiden met de Balzan Prijs, en in 2001 ontving hij een eredoctoraat van de Katholieke Universiteit Leuven. In 2004 werd hem de Albert Einsteinmedaille toegekend. In 2005 werden hij en Geoffrey Marcy gezamenlijk geëerd met de prestigieuze Shawprijs voor astronomie. En in 2019 kreeg hij de Nobelprijs voor Natuurkunde samen met Didier Queloz die beiden mochten delen met James Peebles.